# Phi-X174
Phi-X174 eller Φ-X174 är ett virus (en bakteriofag) som var den första organismen vars genom sekvensbestämdes. Viruset har väldigt lite DNA, 11 gener i 5386 baspar. Flera av dessa uttrycker liknande funktioner i två grupper.